# Polymixis bacheri
Polymixis bacheri är en fjärilsart som beskrevs av Rudolf Püngeler 1901. Polymixis bacheri ingår i släktet Polymixis och familjen nattflyn. Inga underarter finns listade i Catalogue of Life.